# 松平乗紀
松平 乗紀（まつだいら のりただ）は、江戸時代前期から中期にかけての大名。信濃国小諸藩2代藩主、後に美濃国岩村藩主。乗政流大給松平家2代。官位は従五位下・美作守、兵庫頭、能登守。

## 生涯
延宝2年（1674年）、小諸藩初代藩主・松平乗政の長男として誕生した。
貞享元年（1684年）、父の死去により11歳で家督を継いで小諸藩主となった。『土芥寇讎記』ではこの頃の乗紀について「家老が大悪人である」「人に誑かされている」と記されている。一方、領内の統治はよくできていると評されている。また母の清薫院とは5歳で死別し、父の正室の覚照院（松浦鎮信の娘）に幼少時から養育された。
元禄元年（1688年）、御詰衆となった。
元禄2年（1689年）、16歳で任官し従五位下・美作守に叙せられた。
元禄3年（1690年）、朽木稙昌の娘の久と婚姻した。
元禄6年（1693年）、本所に下屋敷を拝領した。
元禄8年（1695年）、嫡男の吉十郎(松平乗賢)が生まれた。
元禄9年（1696年）、23歳で大坂加番を任じられ大坂城へ赴任した。
元禄10年（1697年）、養母の覚照院が没し、麻布の光林寺に葬った。
元禄14年（1701年）7月、能登守に改め、半蔵門を守った。
元禄15年（1702年）8月、幕府から命があり、国替で越後高柳藩へ移った丹羽氏音の後を受けて、美濃岩村藩へ国替となった。
9月7日に岩村城へ入り、恵那郡の一部と土岐郡の一部の計2万石を領知した。
丹羽家の菩提寺であった妙仙寺の建物を譲り受け、小諸城内にあった菩提寺の松石山 乗政寺を、仏像や位牌と共に小諸から岩村へ移した。
また、小諸から月光山 日輪院 薬師寺を岩村城内の八幡曲輪にあった八幡神社の前に移して別当寺とした。
12月には奏者番に任じられた。
元禄16年（1703年）6月22日、姓を石川から松平に復し、兵庫頭に任官された。
宝永元年（1704年）12月、紀州上使を務めた。
宝永6年（1709年）、5代将軍の徳川綱吉が薨去した際、葬儀の警護に当たった。
正徳2年（1712年）11月、岩村において追鳥狩を始めた。これは当時、東濃の名物であったツグミやアトリなどの野鳥を徳川将軍家への進物とすることと、藩内の武士と百姓を集めて武技演習の意味を込めたものであった。藩内の武士は全員が武装して出席し、百姓は追勢子が600人、拾い勢子が600人、その他、老若男女は全員出席し、天王山と山上（やまがみ）に立場を置いて、乗紀は馬で出御した。これより以後は毎年の行事となった。
藩校として文武所を開校し（後に知新館と改名）、文武を奨励して、美濃国内では東の岩村藩と西の大垣藩が教育の中心地となった。
享保元年12月25日（1717年）、江戸の桜田邸で死去した。享年43。長男の乗賢が岩村藩主を嗣いだ。

## 元禄時代の家士
家老
- 大野七右衛門（300石）、河合宗左衛門（300石）、丹羽瀬清左衛門（250石）

御用人役
- 黒岩六郎兵衛（150石）、味岡次郎左衛門（300石）

物頭役
- 石寺十左衛門（200石）、萩山小市左衛門（200石）、宇野勘右衛門（150石）、山川安右衛門（150石）、井野四郎右衛門（120石）

勝手用人役
- 内藤治兵衛（100石）、小島彌一右衛門（100石）、柴山大右衛門（100石）、今村平太夫（150石）、力丸又左衛門（20人扶持）

聞書役
- 矢口三左衛門（100石）

大目付役
- 三好友右衛門（70石）、澤井市郎兵衛（100石）、朝倉喜兵衛（20人扶持）

取次役
- 堀川定右衛門（100石）、前田清太夫（70石）、松岡彌次右衛門（70石）、森茂左衛門（70石）、泊久米右衛門（100石）、目賀田八郎（100石）

馬廻
- 山本虎之助（150石）、中恵市右衛門（3人扶持）、富永太左衛門（100石）、山本小左衛門（70石）、大山茂右衛門（70石）、川隅物右衛門（70石）、味岡甚左衛門（50石）、澤五郎兵衛（50石）、大野輿右衛門（50石）、太田藤五右衛門（50石）、藤掛治左衛門（50石）、橋本庄左衛門（50石）、小菅儀兵衛（50石）、梅村彌五右衛門（50石）、三木萬右衛門（50石）、鈴木郷左衛門（20人扶持）、太田初右衛門（50石）、萩野立左衛門（20人扶持）、佐藤勘平（20人扶持）、境野久兵衛（100俵3人扶持）